# بايرام بدني (أرشق)
بایرام بدني (بالفارسية: بایرام بدنی) هي منطقة سكنية تقع في إيران في قسم أرشق الشرقي الريفي. يقدر عدد سكانها بـ 103 نسمة .